# Gebre Menfes Kidus
Abune Gebre Menfes Kidus, noto anche con il nome di Abo (in ge'ez: አቡነ ገብረ መንፈስ ቅዱስ; Nehisa, 29 dicembre 829 del calendario etiopico – Zuqualla, 13 marzo ...), è stato il fondatore del monastero del Monte Zuqualla. È venerato come santo dalla Chiesa copta.

## Biografia

### La vita in Egitto
Sulla biografia di San Gebre Menfes Kidus esistono numerosi manoscritti basati esclusivamente su delle leggende, che tuttavia differiscono notevolmente nel racconto della storia della sua vita e i miracoli da lui compiuti. 
Esse concordano solo sull'estrema longevità di questo personaggio, rappresentato frequentemente nell'iconografia copta con le fattezze di un vecchio con la barba che dal mento arriva a sfiorargli i piedi, ai cui lati sono accovacciati due gruppi di leoni e ghepardi, mentre un corvo vola vicino ai suoi occhi.
Un testo riporta che San Gebre Menfes Kidus abbia vissuto 562 anni, dei quali 300 in Egitto, mentre un altro gli attribuisce una vita lunga di 362 anni.
Nato il 29 dicembre dell'anno 829 del calendario etiope a Nehisa, nel delta del Nilo, è figlio di due genitori, Simone ed Eklesia originaria della tribù israelita di Beniamino, che si diceva fossero sterili da circa 30 anni.
La leggenda narra che il giorno del suo concepimento e la sua data di nascita coincidano con quelli di Gesù Cristo.
Quaranta giorni dopo la sua nascita, il suo battesimo fu celebrato con un banchetto alla presenza dell'imperatore romano regnante all'epoca in Egitto e diventò in seguito un bambino particolarmente saggio e prodigioso.
All'età di soli tre anni, Dio mandò l'arcangelo Gabriele a prelevare il bambino per portarlo nel deserto affidandolo alla custodia del monaco Zamada Berhan, lasciando in sgomento i suoi genitori e la sua nutrice. 
In quel luogo venne ordinato sacerdote e abate compiendo nel deserto dei miracoli di fronte a pellegrini in visita, provenienti da paesi lontani. 
Per una seconda volta Dio mandò nuovamente l'arcangelo Gabriele per portare Gebre in un deserto ancora più remoto, dove da solo e senza altre presenze umane riusciva a parlare e a convivere tra 60 leoni e 60 ghepardi, con i quali viene comunemente raffigurato in tutte le icone.

### I viaggi in Terra santa
Dopo l'esperienza nel deserto, il santo partì per un viaggio in Terra santa, dove visitò tutti i luoghi santi, tra cui Betlemme, Gerusalemme, Nazaret e il fiume Giordano.
Nella città di Gabaon il diavolo lo assalì scatenandogli contro alcuni animali selvatici. 
Aggredito da un serpente, Gebre riuscì con un miracolo a pietrificarlo e pregò il Signore di renderlo invisibile, per impedire agli uomini e ad altri esseri soprannaturali di riconoscerlo e metterlo di nuovo alla prova.
Tre volte all'anno San Gebre Menfes Kidus ritornava in Terra santa per ricevere la comunione: il giorno di Natale, il giorno del battesimo di Gesù e il Venerdì santo.

### La vita in Etiopia
Sempre secondo le leggende, raggiunta l'età di 300 anni, il Signore gli ordinò di andare in Etiopia per diffondere la fede cristiana agli abitanti del posto, dove giunse su un carro alato circondato dai suoi leoni e ghepardi. 
Lì, ancora una volta fu tentato dai demoni per un periodo di ulteriori 100 anni, prima che il Signore decidesse di liberarlo dai peccati.
In Etiopia fondò un monastero sul Monte Zuqualla. 
Successivamente si recò a Kabd, a fissare il cielo per sette mesi senza battere ciglio.
Il diavolo, sotto forma di corvo, venne a trovarlo tentando di cavargli gli occhi, ma venne salvato dagli arcangeli Gabriele e Michele, che lo riportarono a Zuqualla.
Altri manoscritti raccontano di una sua visita in cielo, dove incontrò la Santissima Trinità.